# Francisco Pascasio Moreno

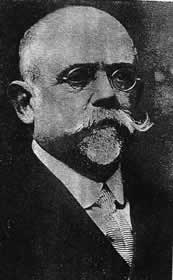
Francisco Pascasio Moreno

Francisco Pascasio Moreno (31 maig de 1852 - 22 novembre 1919) fou un naturalista i explorador argentí habitualment conegut sota la denominació de Perito Moreno (l'expert -pèrit- Moreno). Va néixer i morir a Buenos Aires.

## Biografia
Estimulat per la lectura de relats de viatges, s'interessa per la paleontologia i l'arqueologia. El 1871 descobreix fòssils a la llacuna de Vitel.
El 1872, Moreno funda la Sociedad Científica Argentina i intenta una sèrie d'expedicions, en territoris encara inexplorats, que l'han fet cèlebre.
El 1872-73 explora el territori del Riu Negro i, el 1875-1876 arriba al llac Nahuel Huapi als Andes del sud, després arribarà al llac que batejà com a llac Argentino.
Continuà les seves exploracions de la Patagònia i descobreix el llac San Martin el 14 de febrer de 1877. Explora igualment nombrosos rius de la Patagònia; el 4 de març del mateix any, descobreix el Cerro Chaltén, que designa com a Muntanya Fitz Roy en homenatge al comandant del HMS Beagle.
En el moment del seu cinquè viatge, el 1880, és capturat pels indis Tehuelche i condemnat a mort. Aconsegueix escapar-se l'11 de març, el dia abans de la seva execució. El 1882-1883, explora els Andes al sud de Bolívia, i el 1884-1885 part per a noves exploracions al sud del Riu Negro i a Patagònia.
Durant els seus viatges, intenta realitzar un dels seus grans desigs : relacionar-se amb les nacions indígenes de Patagònia, i estudiar els seus orígens i el seu passat. Treballa així nous horitzons a l'antropologia sud-americana i incita alguns homes de ciència europeus (com el francès Paul Broca) a prendre els pobles indígenes d'Amèrica del Sud com a assumpte d'estudi. Terriblement impressionat per les condicions de vida d'aquestes poblacions, Moreno intenta llavors humanitzar les relacions entre els argentins i aquests indígenes exigint que el govern els atribueixi terres i escoles, i protestant contra els mètodes utilitzats fins llavors per «civilitzar-los».
El 1879 Moreno fa donació a la província de Buenos Aires de la seva col·lecció personal de descobriments arqueològics, antropològics i paleontològics. Aquestes quasi 15.000 mostres de peces òssies i d'objectes manufacturats permeteren la creació del Museu Antropològic i Etnogràfic de Buenos Aires, del qual és designat director. Quan el museu és annexat a la Universitat Nacional de La Plata, renuncia al seu càrrec per protestar contra la seva pèrdua d'autonomia.

## Frontera amb Xile

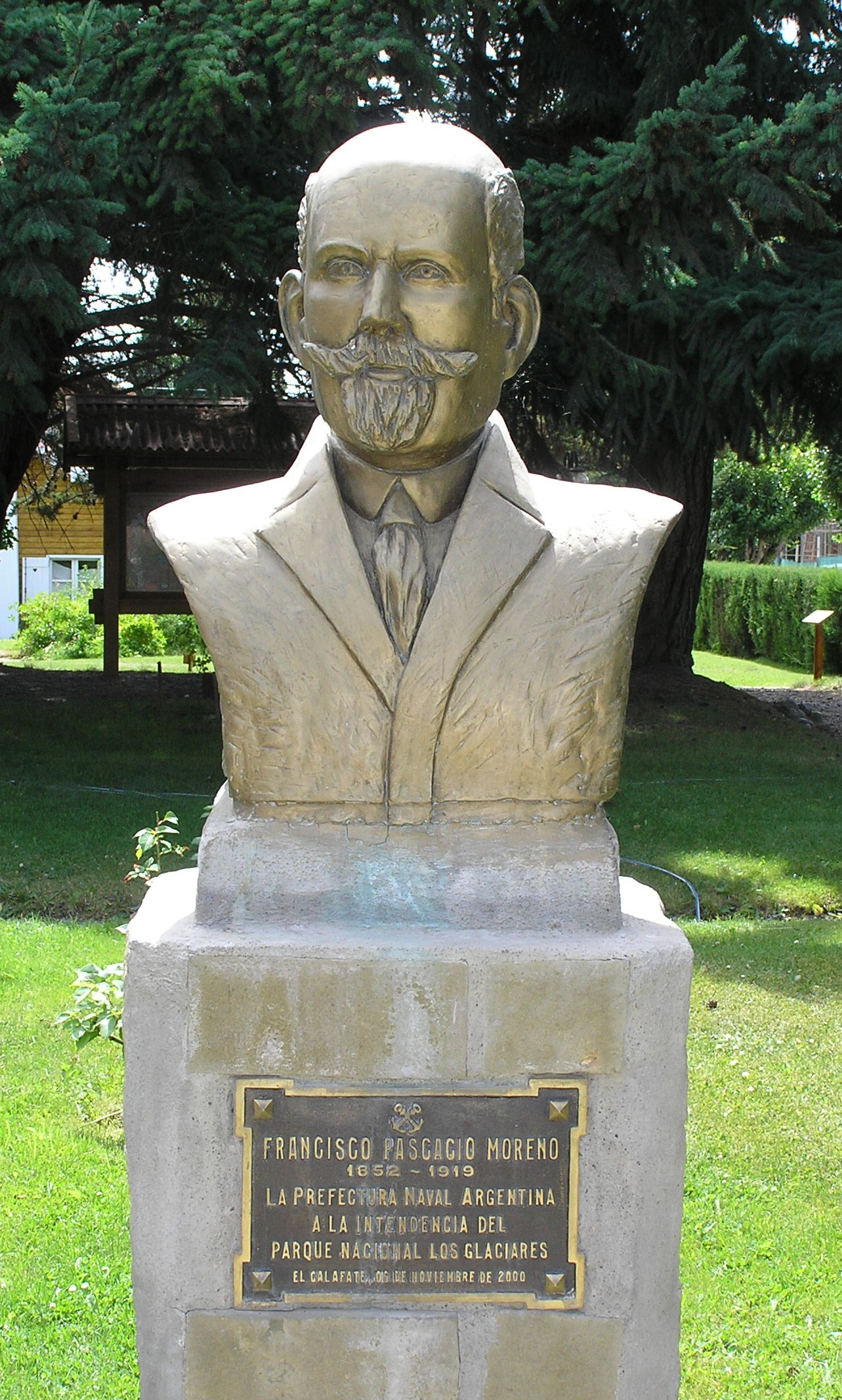
Bust de Francisco Pascasio Moreno a la intendència del Parc Nacional Los Glaciares, a El Calafate (Argentina)

Francisco Pascasio Moreno és igualment cèlebre pel seu paper en la defensa dels interessos argentins en el moment de la determinació de la frontera entre Xile i l'Argentina.
El tractat de 1881 establia la frontera segons la línia de repartiment de les aigües; també la seva delimitació efectiva era bastant arbitrària. En tant que expert argentí per a aquest conflicte, en pocs mesos Moreno precisa el traçats de la frontera i presenta una síntesi dels seus estudis geogràfics. El 1896 viatjà cap a Londres per reclamar l'arbitratge de la reina Victòria.

## Homenatge de la nació
Per a les seves contribucions a la ciència, Moreno és nomenat Doctor Honoris Causa per la Universitat de Córdoba el 1887. Fou també cap de la comissió d'exploració argentina, i fou membre de nombroses societats científiques europees.
El 1902, rebé de mans de la Reina Victòria la Medalla del Rei George IV, així com 22 llegües quadrades de territoris a la Patagonie, com a homenatge de la nació argentina vers ell. El 1903, fa donació d'una part d'aquests territoris per crear el parc nacional Nahuel Huapi, primer parc nacional de l'Argentina.
Les seves restes van ser dipositades a l'illa Centinela, sobre el llac Nahuel Huapi, el 1944.
Una glacera i una localitat porten el seu nom, totes dues situades a la Patagònia.